# Tulpină

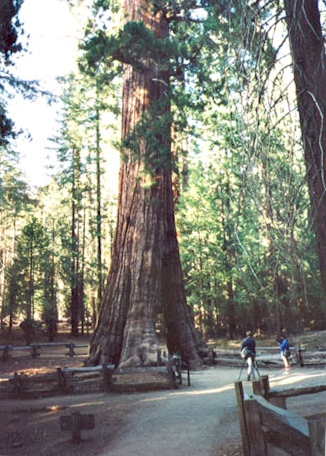
Sequoia

Tulpina este un organ vegetativ al plantelor superioare, care are rolul de a susține ramurile, frunzele, florile și fructele, și de a conduce seva brută de la rădăcină spre frunze și seva elaborată de la frunze către celelalte organe.
Tulpina este organul vegetativ al plantei de obicei suprateran și a cărui formă depinde de mediul de viață și rolul îndeplinit în viața plantei. 
Tulpinile unor plante pot avea și alte funcții (în afară de cele specifice):
- de a servi la depozitarea substanțelor de rezervă (tuberculii, bulbii, rizomii);
- de a îndeplini funcția de fotosinteză.

## Clasificarea tulpinilor plantelor superioare
Tulpina prezintă forme variate, caracteristice pentru specii diferite și datorită influenței condițiilor de mediu.
- 1) După mediul în care se dezvoltă, se disting:
  - tulpini supraterane (aeriene)
    - articulate
    - nearticulate

  - tulpini subterane
    - rizomi (obligeană, stânjenel)
    - bulbi (crin, lalea)
    - tuberculi (cartof, topinambur)

  - tulpini acvatice (lintiță)
- 2) După orientarea în spațiu:
  - drepte (arbori și unele plante erbacee)
  - volubile (volbură, hamei)
  - agățătoare (viță de vie)
  - târâtoare (castravete)
- 3) După consistența lor:
  - erbacee
  - suculente
  - lemnoase
- 4) După durata vieții:
  - anuale
  - bienale
  - perene

## Structura tulpinii
Într-o secțiune transversală prin tulpină se disting următoarele zone, începând de la exterior spre interior:
- epiderma, un țesut unistratificat cu rol de protejare a țesuturilor interne, de control al schimbarilor de gaze și de hidroizolație
- scoarța, alcătuită din celule parenchimatice
- cilindrul central, format din țesut parenchimatic în care sunt dispuse fasciculele conducătoare. În cazul tulpinii, acestea sunt mixte, libero-lemnoase cu lemnul dispus către interior și liberul către exterior.

Țesutul lemnos reprezintă partea tare din corpul plantelor, fiind alcătuit în cea mai mare parte din țesut mort; este țesutul prin care circulă seva brută.
Țesutul liberian este alcătuit în cea mai mare parte din elemente vii și prin intermediul său circulă seva elaborată, bogată în glucide, formată din țesuturile asimilatoare.

### Tulpina la ferigi
Majoritatea ferigilor au rizomi fără tulpină verticală. Excepție fac ferigile arborescente, cu tulpini verticale de până la 15 m. Anatomia tulpinii ferigilor este mai complicată decât cea a plantelor dicotiledonate, deoarece tulpinile ferigilor au una sau mai multe întreruperi pentru frunze (vizibile într-o secțiune verticală) și fiecare fascicul libero-lemnos este înconjurat de sclerenchim.

### Tulpina la plantele dicotiledonate

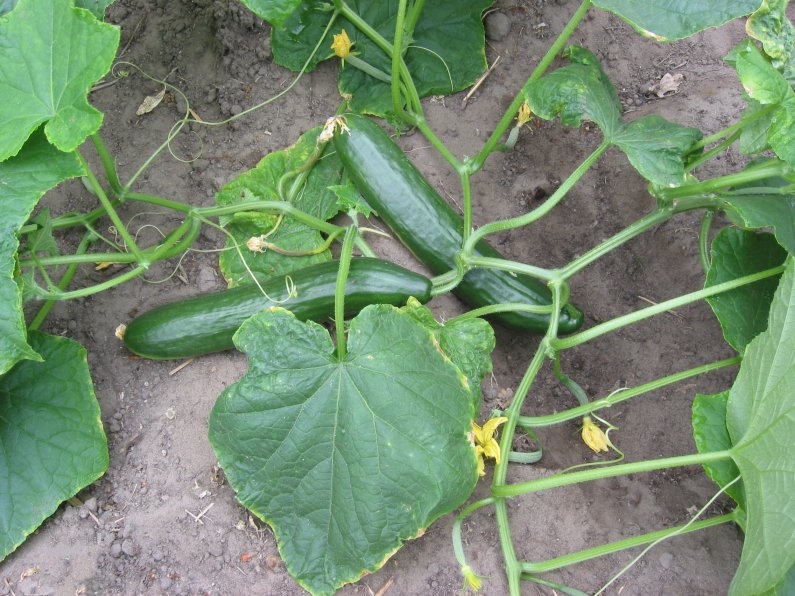
Tulpina la Cucumis sativus (castravetele)

Tulpinile dicotiledonatelor cu creștere primară au măduva în centru cu fasciculele vasculare libero-lemnoase, dispuse circular într-o secțiune transversală. Partea externă a tulpinii este acoperită de epidermă, învelită la rândul ei de o cuticulă rezistentă la apă. Epiderma poate conține stomate, pentru schimburile de gaze. Între epidermă și țesuturile vasculare este dispusă scoarța. Tulpinile plantelor dicotiledonate cresc în grosime datorită prezenței a două țesuturi meristematice secundare: cambiu și felogen, din activitatea cărora rezultă țesuturi lemnoase și liberiene secundare.

### Tulpina la plantele monocotiledonate
Între structura tulpinii la monocotiledonate și cea a dicotiledonatelor există unele deosebiri legate de alcătuirea și modul în care sunt dispuse fasciculele vasculare. La monocotiledonatele la care tulpina nu e fistuloasă, fasciculele libero-lemnoase sunt dispuse neregulat în masa de parenchim fundamental, pe când la cele la care tulpina este fistuloasă, fasciculele sunt dispuse pe două cercuri concentrice (Triticum aestivum). Tulpina majorității monocotiledonatelor rămâne cu structură primară toată viața, deoarece nu produc țesuturi secundare. Lignificarea și îngroșarea tulpinii la unele specii (de exemplu, la palmieri) nu se produc prin formare de noi țesuturi, ci prin creșterea celulelor parenchimului fundamental și îngroșarea membranelor celulare din țesuturile deja existente.